# Helsenhorn
Das Helsenhorn ist mit 3272 m ü. M. die höchste Erhebung der Gemeinde Grengiols. Es befindet sich nahe der italienischen Grenze zwischen dem Hillehorn und dem Scherbadung (Pizzo Cervandone) im Kanton Wallis, Schweiz. Die klassische Route führt vom Heiligkreuz im Binntal zum Chummesee über den Ritterpass und den Helsegletscher zum Helsenhorn. Unterhalb seiner 700 Meter tiefen Westflanke befindet sich der steinschlaggefährdete Chriegalppass mit seinem riesigen Blockgletscher.

## Gebirgsgruppe
Der Berg befindet sich in der Monte-Leone-Blinnenhorn-Gruppe der Walliser Alpen, die hier jedoch separat als Leone-Gruppe beschrieben wird.

## Erstbesteigung
Nachweislich wurde der Berg erstmals 1887 von Johann Jakob Weilenmann bestiegen.